# Husajn ibn Ali
Ḥusajn ibn ‘Alī ibn Abī Tālib (arab. ‏حسين بن علي بن أﺑﻲ طالب‎, ur. 10 stycznia 626, zm. 10 października 680) – trzeci imam szyitów.
Wnuk Mahometa, syn Fatimy i Alego, młodszy brat Hasana. Po śmierci kalifa Mu’awiji (661–680) Husajn postanowił odnowić roszczenia do kalifatu, podnoszone wcześniej przez swojego ojca i brata, których jednak nie uznał syn Mu’awiji Jazid I (680–683). W rezultacie Husajn zginął wraz z wieloma swoimi zwolennikami w starciu z umajjadzkimi oddziałami pod Karbalą. Do dziś męczeństwo Husajna jest wspominane przez szyitów podczas święta Aszura.